# Amar es para siempre
Amar en tiempos revueltos Luimelia
Amar es para siempre est la suite de la série Amar en tiempos revueltos,, diffusée entre 2005 et 2012 sur Televisión Española et produite par Diagonal TV (qui fait partie du groupe Endemol Shine Iberia). La série a commencé à être diffusée le 14 janvier 2013 sur Antena 3. Elle est actuellement diffusée du lundi au vendredi de 16:40 à 17:50. Le 15 décembre 2016, elle a fêté son 1000e épisode, ce qui en fait la deuxième série ayant le plus d'épisodes dans l'histoire d'Antena 3. Le 1er décembre 2020, la série a fêté son 2 000e épisode. A ce jour, "Amar" est, en plus d'être la fiction quotidienne la plus regardée, loin devant ses principaux concurrents, la série la plus regardée à la télévision.

## Spin-off
Le 14 novembre 2019, il a été annoncé que la série aurait son premier spin-off, #Luimelia, de six épisodes de dix minutes, dont la première sera diffusée sur la plateforme Atresplayer Premium le 14 février 2020. Le spin-off se concentre sur la relation des personnages Luisita Gómez et Amelia Ledesma (jouées respectivement par Paula Usero et Carol Rovira) dans le présent, 43 ans après leur histoire originale. Le 11 mars 2020, il a été annoncé que #Luimelia aurait une deuxième et une troisième saison. La deuxième saison, également composée de huit épisodes de dix minutes, est sortie le 16 août 2020, tandis que la troisième saison a été lancée le 17 janvier 2021. Le 17 décembre 2020, la série est renouvelée pour une quatrième saison de huit épisodes, qui bénéficierait d'un budget plus important et d'une durée plus longue que les trois premières, avec une durée moyenne de trente minutes. Cette saison a été lancée le 25 juillet 2021. Le spin-off met également en scène Lucía Martín Abello, Jonás Berami, Itziar Miranda, Manuel Baqueiro, Lena Fernández, Álvaro de Juana, Alba Gutiérrez et César Mateo dans les rôles de María Gómez, Ignacio Solano, Manolita Sanabria, Marcelino Gómez, Maruxa Linares, Manolín Gómez, Marina Crespo et Sebas Montalbo, qui jouaient respectivement dans la série mère. Adriana Torrebejano, David Janer, Lucía Jiménez, Luz Valdenebro, Alicia Rubio, Resu Morales, Carmen Losa, Francesco Carril, Jordi Planas et Ariana Martínez participent à #Luimelia en jouant des rôles différents de ceux qu'ils ont interprétés dans la série mère. La série met également en scène des acteurs et actrices qui n'étaient pas apparus auparavant dans Amar es para siempre, comme Jorge Silvestre, Silma López, Laura Sánchez, Roi Méndez et Javier Botet. Joaquín Climent et Ana Labordeta incarneront Tomás Ledesma et Devoción González à partir de la quatrième saison, des personnages qui apparaissaient auparavant dans la série mère, jouée à l'époque par Mikel Tello et Diana Peñalver. Climent et Labordeta, ainsi que Claudia Traisac ont déjà participé à Amar en tiempos revueltos, jouant dans #Luimelia des rôles différents de ceux qu'ils ont interprétés dans cette série.
Le 18 septembre 2020, un nouveau spin-off de la série a été annoncé, mettant également en scène les personnages de Paula Usero et Carol Rovira. Sous le nom de #Luimelia77, elle consiste en un nouveau montage des scènes de Luisita et Amelia dans Amar es para siempre, ainsi qu'un nouveau contenu, racontant l'année et demie de relation que les deux personnages ont eue dans la série mère. Le premier des quatre épisodes qui le composent est sorti le 22 novembre 2020 via la plateforme Atresplayer Premium. #Luimelia77 a pris fin le 13 décembre 2020.

## Saisons
| Saisons | Épisodes | Ambiance                        | Début             | Fin               | Audience moyenne | Audience moyenne |
| Saisons | Épisodes | Ambiance                        | Début             | Fin               | Spectateurs      | Quota            |
| ------- | -------- | ------------------------------- | ----------------- | ----------------- | ---------------- | ---------------- |
| 1       | 165      | octobre 1960 - Juin 1961        | 14 janvier 2013   | 4 septembre 2013  | 1 640 000        | 13,4             |
| 2       | 256      | septembre 1961 - mars 1963      | 5 septembre 2013  | 9 septembre 2014  | 1 673 000        | 14,1             |
| 3       | 256      | juillet 1963 - mai 1964         | 10 septembre 2014 | 3 septembre 2015  | 1 712 000        | 14,7             |
| 4       | 254      | septembre 1964 - juin 1965      | 4 septembre 2015  | 5 septembre 2016  | 1 534 000        | 13,4             |
| 5       | 256      | septembre 1967 - juillet 1968   | 6 septembre 2016  | 11 septembre 2017 | 1 388 000        | 12,4             |
| 6       | 256      | septembre 1969 - septembre 1970 | 12 septembre 2017 | 18 septembre 2018 | 1 385 000        | 12,1             |
| 7       | 250      | septembre 1975 - juillet 1976   | 19 septembre 2018 | 13 septembre 2019 | 1 348 000        | 12,2             |
| 8       | 253      | septembre 1976 - septembre 1977 | 16 septembre 2019 | 15 septembre 2020 | 1 247 000        | 10,8             |
| 9       | 251      | septembre 1978 - septembre 1979 | 16 septembre 2020 | 9 septembre 2021  | 1 246 000        | 11,3             |
| 10      | 220      | septembre 1980 -                | 10 septembre 2021 | septembre 2022    | 1 207 000*       | 12,3*            |
| TOTAL   | 2417     |                                 | 14 janvier 2013   |                   |                  |                  |

Notes :
1. ↑  Cette saison a été diffusée en 251 épisodes (au lieu des 256 prévus dans le scénario), car Antena 3 a décidé d'allonger les épisodes d'Amar de vingt-cinq minutes sur plusieurs semaines (d'une durée de 1h 20min), en introduisant des séquences des épisodes ultérieurs dans les chapitres qui allongeaient leur durée, de sorte que la saison a eu cinq épisodes de moins à l'antenne. Cette modification a eu lieu en raison du lancement d'Acacias 38 et Seis hermanas sur La 1. Sur Atresplayer Premium, les 256 épisodes sont disponibles avec leur montage original.
2. ↑  En raison d'une erreur de diffusion, l'épisode 760 (correspondant à l'épisode 83 de la quatrième saison), n'a pas été diffusé le jour correspondant, le 4 janvier 2016, et l'épisode 761 a été diffusé à la place. L'épisode 760 a été diffusé quelques jours plus tard sur la plateforme Atresplayer, restant inédit à la télévision à ce jour, il n'a pas été comptabilisé dans la moyenne des audiences.

## Distribution
La série dispose d'un large casting, renouvelé avec de nouveaux personnages à chaque saison. Plusieurs acteurs de Amar en tiempos revueltos réapparaissent dans Amar es para siempre, notamment Manuel Baqueiro, Itziar Miranda, José Antonio Sayagués, Federico Aguado, Maica Barroso, Javier Collado et Nadia de Santiago. Les principaux protagonistes de la série dans sa première saison (octobre 1960 - juin 1961) sont interprétés par Bárbara Goenaga et Marc Clotet, ainsi que Josep Linuesa, Mónica Estarreado, Aitor Mazo, Rosana Pastor, Carlos García Cortázar, Sara Casasnovas, Josep Julien, Chusa Barbero, Rocío Muñoz-Cobo, Raquel Infante, Carmen Conesa, Juan Messeguer, Enrique Berrendero, Anna Barrachina, Ledicia Sola, Elena Furiase, Patxi Freytez, Jaime Pujol et Jaume Ulled.
Au cours de la deuxième saison (septembre 1961 - mars 1963), Ángela Cremonte, Alfonso Bassave, Asier Etxeandia, Antonio Garrido, Belén López, Octavi Pujades, Anna Castillo, Alicia Sanz, María Morales, Silvia Alonso, Elena Jiménez, Marian Arahuetes, Secun de la Rosa, Jordi Rebellón et Jaime Blanch, entre autres, ont rejoint la compagnie. Manuel Baqueiro, Itziar Miranda, José Antonio Sayagués, Javier Collado, Nadia de Santiago, Raquel Infante, Federico Aguado et Anna Barrachina gardent leurs rôles pour cette saison.
Dans la troisième saison (29 juillet 1963 - mai 1964) Sara Rivero, Juanjo Artero, Ana Milán, Óscar Ladoire, Daniel Freire, Javier Hernández, Xenia Tostado, Daniel Albaladejo, Ferrán Vilajosana, Roger Coma, Fernando Vaquero, Nuria Gago, Alejandro Albarracín, Natalia Rodríguez, Chiqui Fernández, Luis Bermejo, Andrea Duro, Miriam Montilla, Álex Martínez, Carolina Lapausa, Álex Barahona, Laura Domínguez, Nani Jiménez, Pedro Casablanc, Anabel Alonso, Pepón Nieto et Jesús Olmedo, entre autres, ont rejoint la série. Manuel Baqueiro, Itziar Miranda, José Antonio Sayagués, Javier Collado, Nadia de Santiago, Federico Aguado et Anna Barrachina gardent leurs rôles lors de cette saison.
Pour la quatrième saison (septembre 1964 - juin 1965) Elia Galera, Armando del Río, Juan Manuel Lara, Ana Polvorosa, Toni Cantó, Michelle Calvó, Junio Valverde, Eva Marciel, Javier Mora, Víctor Sevilla, Lucía Martín Abello, Álvaro Monje, Ana Fernández García, Bárbara Mestanza, Lola Herrera et Jorge Sanz ont rejoint la troupe. Manuel Baqueiro, Itziar Miranda, José Antonio Sayagués, Alejandro Albarracín, Natalia Rodríguez, Álex Barahona, Nuria Gago, Anabel Alonso et Juanjo Artero poursuivent.
Pour la cinquième saison (septembre 1967 - juillet 1968) Mariona Ribas, Nancho Novo, Thaïs Blume, Javier Pereira, Antonio Molero, Miguel Ángel Muñoz, Mariam Hernández, Katia Klein, Gonzalo Kindelán, Gorka Lasaosa, Arturo Querejeta, Óscar Ortuño, Blanca Parés, Iñaki Miramón, Ana Torrent et María José Goyanes. Les restants étant Manuel Baqueiro, Itziar Miranda, José Antonio Sayagués, Lucía Martín Abello et Anabel Alonso.
Pour la sixième saison (septembre 1969 - septembre 1970), les nouveaux étaient Fernando Cayo, Sonia Almarcha, Víctor Clavijo, Olivia Molina, Meritxell Calvo, Guillermo Barrientos, Ruth Núñez, Jonás Berami, Jacobo Dicenta, José Luis Torrijo, Jorge Usón, María Barranco et María Adánez. Manuel Baqueiro, Itziar Miranda, José Antonio Sayagués, Antonio Molero, Lucía Martín Abello, Anabel Alonso, Mariona Ribas et Iñaki Miramón ont gardé leur place.
Pour la septième saison (septembre 1975 - août 1976), María Castro, Fernando Andina, Francisco Ortiz, Anna Azcona, Miguel Hermoso, Robert González, David Castillo, Natalia Huarte, Angy Fernández, Carol Rovira, Cristina Alcázar, Lucía de la Fuente et Críspulo Cabezas rejoignent la compagnie, tandis que Manuel Baqueiro, Itziar Miranda, José Antonio Sayagués, Lucía Martín Abello, Jonás Berami, Paula Usero, Anabel Alonso et Iñaki Miramón restent en place.
Pour la huitième saison (septembre 1976 - septembre 1977) Adriana Torrebejano, David Janer, José Manuel Seda, Lucía Jiménez, Beatriz Argüello, Llorenç González, Alba Gutiérrez, Luz Valdenebro, Marina Orta, Álvaro de Juana, Raúl Ferrando, Juan de Vera, Fede Celada, Sara Moraleda, Toni Misó, Julia Carnero et Adrià Collado ont été intégrés. Les autres étant Manuel Baqueiro, Itziar Miranda, José Antonio Sayagués, Paula Usero, Carol Rovira, Anabel Alonso et Iñaki Miramón.
Pour la neuvième saison (septembre 1978 - septembre 1979), de nouveaux acteurs de la stature de Manuela Velasco, Unax Ugalde, Oriol Tarrasón, Joaquín Notario, Joseba Apaolaza, Llum Barrera, Eva Rufo, Sara Vidorreta, Clara de Ramón et César Vicente ont été intégrés. Itziar Miranda, Manuel Baqueiro, José Antonio Sayagués, David Janer, Luz Valdenebro, Sebas Fernández, Álvaro de Juana, Ángela Arellano, Anabel Alonso et Iñaki Miramón ont continué.
Pour la dixième saison (septembre 1980 - ) Jon Plazaola, Carles Francino, Carlota Baró, Ane Gabarain, Carmen Ruiz, David Lorente, Raquel Espada, Alejandro Sigüenza, Lucía Barrado, Adam Jezierski, Guillermo Manuel Ortega, Andrea Trepat, Beatriz Arjona, Alberto Amarilla, Sofía Milán et Jesús Castejón ont rejoint. Itziar Miranda, Manuel Baqueiro, José Antonio Sayagués, David Janer, Luz Valdenebro, Ángeles Martín, Sebas Fernández, Anabel Alonso et Iñaki Miramón ont gardé leurs rôles respectifs.